# Sullivan & Cromwell
Sullivan & Cromwell este o companie de avocatură cu sediul în New York. Compania are 650 de avocați și 12 sedii în toată lumea (iunie 2008).
Compania a fost înființată în anul 1879 de Algernon Sydney Sullivan și William Nelson Cromwell.